# Sonate pour piano no 25 de Beethoven

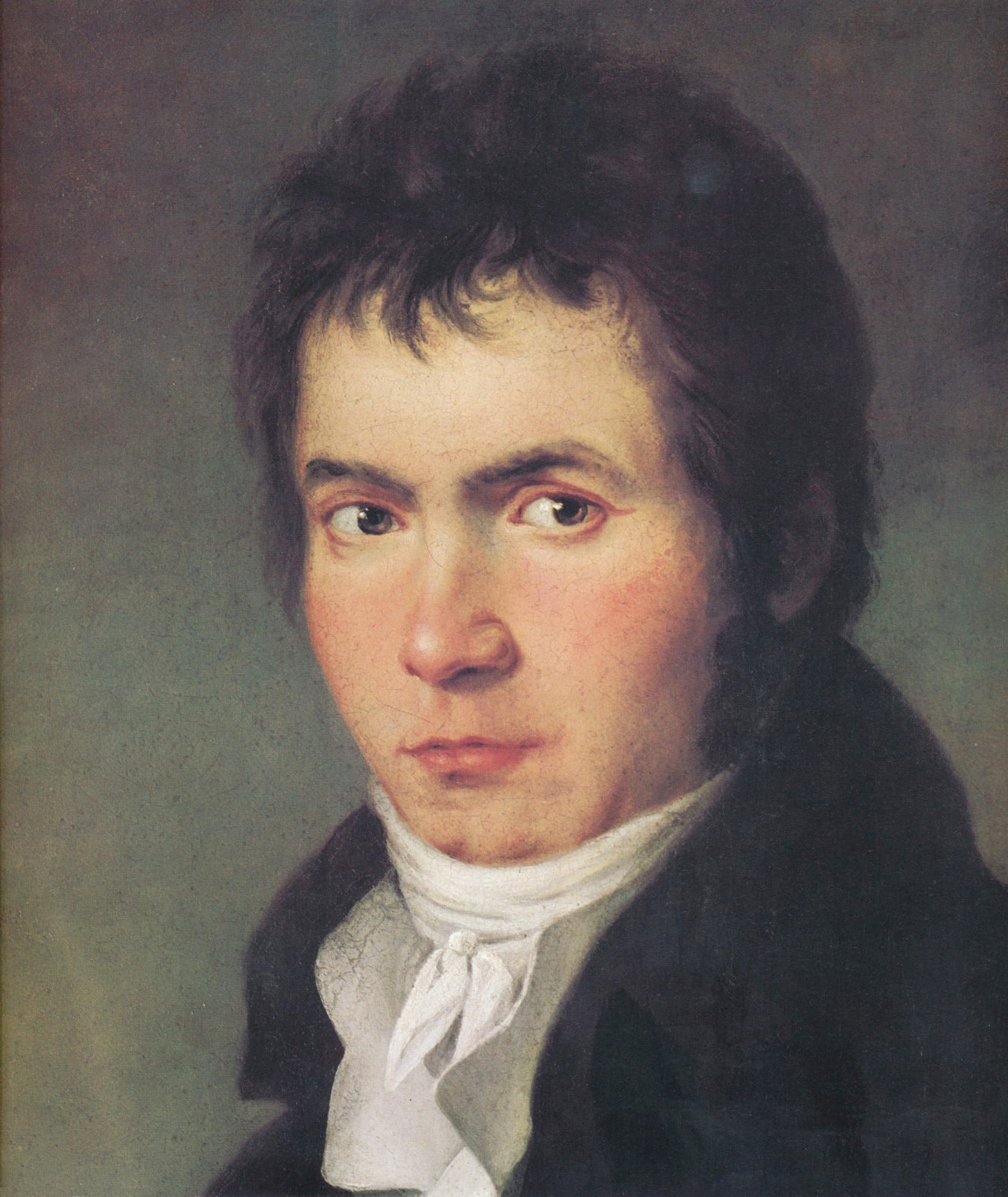
Beethoven en 1804

La Sonate pour piano no 25 en sol majeur, op. 79, de Ludwig van Beethoven, a été composée en 1809 et publiée en décembre 1810. Elle est parfois surnommée « Sonatine » ou « Sonate facile ».
Le sous-titre du premier mouvement Alla tedesca signifie « comme une danse allemande » qui contraste avec le terme Presto, justement trop rapide pour être dansé. Les deux derniers mouvements, beaucoup plus faciles techniquement, sont en accord avec le surnom de « Sonate facile ». Néanmoins la superposition dans le finale de formules rythmiques telles que croche-deux doubles croches (binaires) à la main droite et de triolets (ternaires) à la main gauche complique grandement l'exécution de l'œuvre, qui n'est pas jouable par le premier débutant venu.
Elle comprend trois mouvements et son exécution dure environ dix minutes.
1. Presto alla tedesca
2. Andante
3. Vivace

Cette sonate est parfois surnommée « Le Coucou » à cause de son premier mouvement qui rappelle le chant de l'oiseau. Ce nom est bien sûr posthume. Son style classique est un hommage à Mozart qu'il admirait, d'où son appellation de sonatine.